# Arnfrid Astel

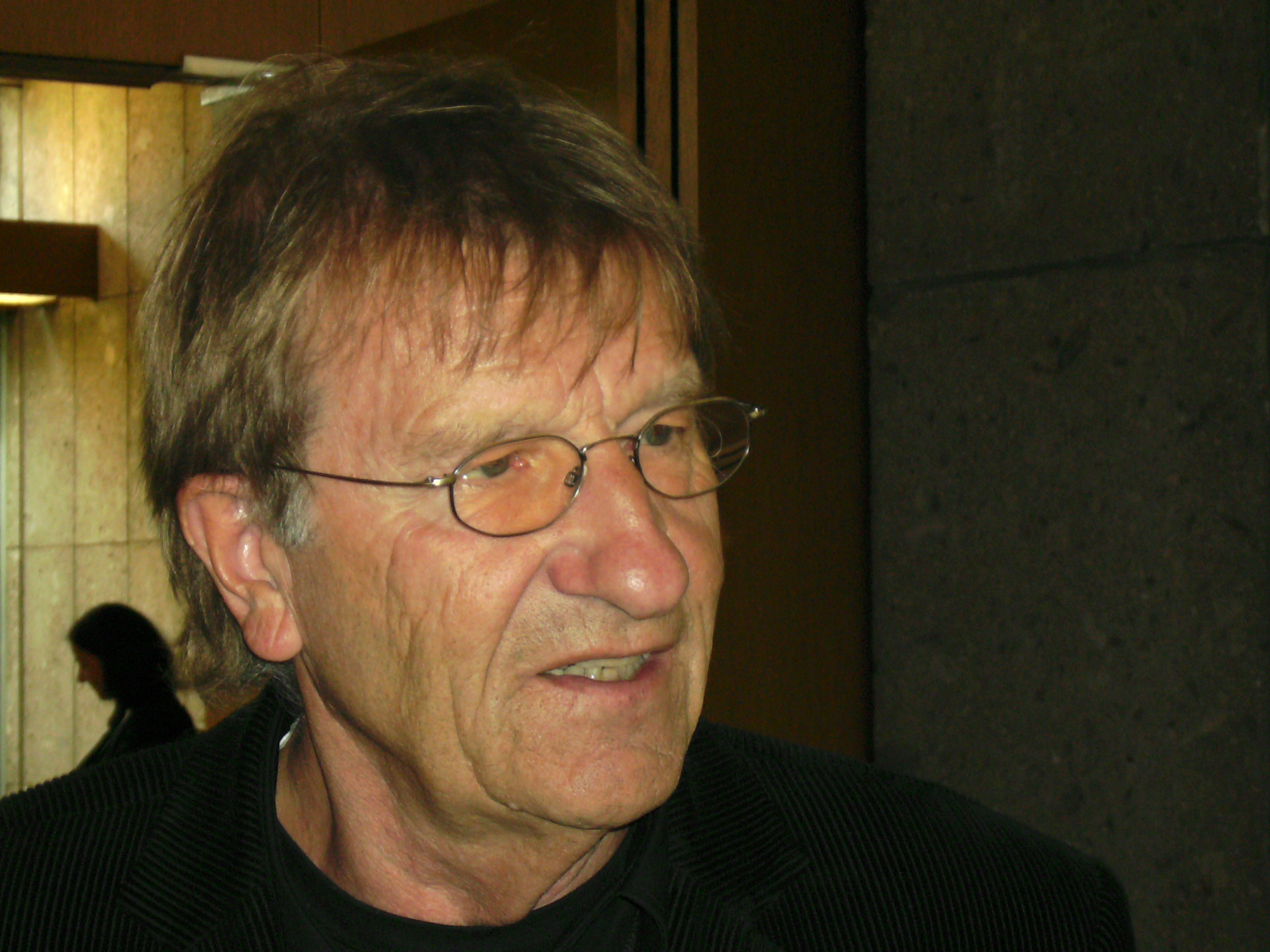
Arnfrid Astel (2007)

Hans Arnfrid Astel (* 9. Juli 1933 in München; † 12. März 2018 in Trier) war ein deutscher Lyriker und Journalist. Ab 1967 war er Leiter der Literaturabteilung des Saarländischen Rundfunks. Ursprünglich hieß er nur Arnfrid Astel; den Vornamen Hans nahm er 1985 nach dem Suizid seines Sohnes an. Astels Pseudonym ist Hanns Ramus.

## Leben
Arnfrid Astel war der Sohn des nationalsozialistischen Rasseforschers und Rektors der Universität Jena Karl Astel. Die Kindheit verlebte Astel in Weimar. Seine Schulausbildung erhielt er am Gymnasium Windsbach in Bayern, wo er 1953 das Abitur absolvierte. Anschließend studierte Astel Biologie und Literaturwissenschaft in Freiburg und Heidelberg. Nach seinem Studium arbeitete er ab 1966 als Hauslehrer in einem Internat.
Von 1958 bis 1966 war Astel mit der Schriftstellerin Eva Vargas verheiratet. 1959 gründete Astel die „Lyrischen Hefte – Zeitschrift für Gedichte“, die er bis 1971 betreute. In dieser Zeitschrift veröffentlichte er ab Ende der 1950er Jahre vor allem Naturbetrachtungen unter dem Pseudonym Hanns Ramus. Ab 1966 arbeitete Astel als Verlagslektor in Köln, 1967 wurde er zusätzlich Literaturredakteur beim Saarländischen Rundfunk in Saarbrücken, wo er auch Mitglied des Personalrats war. Über seine Literatursendungen beim Saarländischen Rundfunk, über seine Art, mit Autorinnen und Autoren freie Gespräche zu führen – darunter Namen wie Enzensberger, Rühmkorf, Walser, Sarraute, aber auch viele damals noch unbekannte Autoren, die erst später berühmt werden sollten – erzählte er: „Das Reden habe ich ja nicht beim Rundfunk gelernt, ich habe schon vorher immer geredet. Nur am Anfang habe ich mich dort nicht getraut, weil beim Rundfunk noch ganz andere Sitten herrschten. Das freie Reden mit ungeschnittenen Sendungen, in denen nicht jeder Versprecher getilgt wird, war unüblich. Ich habe das mitgemacht und gemerkt, daß das Ungeschnittene eigentlich das  Interessanteste ist.“
Unter dem Eindruck der studentischen Protestbewegung erschien 1968 der erste politisch orientierte Gedichtband Astels, Notstand. Nachdem er 1971 politische Epigramme über den Sender veröffentlicht hatte, wurde er von Intendant Franz Mai fristlos entlassen. Er gewann jedoch den anschließenden Prozess vor dem Arbeitsgericht in dritter Instanz und kehrte 1973 auf seine Stelle als Chef der Literaturredaktion zurück, auf der er bis zu seiner Versetzung in den Ruhestand 1998 verblieb.
Von 1969 bis 1985 war Astel Mitglied in der Rundfunk-Fernseh-Film-Union (RFFU), ebenfalls ab 1969 auch des Verbands deutscher Schriftsteller (VS). Er wurde 1970 Mitglied des deutschen PEN-Zentrums.
In ihrem Roman Klassenliebe präsentierte die Autorin Karin Struck im Jahr 1973 Arnfrid Astel als Protagonisten Z.
Sechzehn Jahre lang, vom Wintersemester 1979/80 bis zum Wintersemester 1995/96, bot Arnfrid Astel an der Universität des Saarlandes eine Schreibwerkstatt an, die unter dem Namen Saarbrücker Schule bekannt wurde. Daraus entwickelte sich unter anderem die einzige saarländische Literaturzeitschrift Streckenläufer, in der er selbst häufig publizierte.
Von Dezember 1988 bis zum September 1989 gehörte er für das Saarland dem kommissarischen Bundesvorstand des Verbandes deutscher Schriftsteller (VS), heute in ver.di, an, der im April 1989 in die IG Medien überführt wurde. Im September 1989 wurde er zum stellvertretenden Bundesvorsitzenden gewählt und hatte dieses Amt bis 1991 inne.
Astel hatte in den 1970er Jahren Erfolg mit politischen Epigrammen, schrieb aber ab Ende des Jahrzehnts vorwiegend Landschafts- und Liebeslyrik.

## Zitat
„Dichten läßt sich nicht unterrichten. Literatur ist das, was du gegen den Rat aller Leute schreibst.“

## Auszeichnungen
- 1980: Kunstpreis der Stadt Saarbrücken
- 1994: Ehrengast der Villa Massimo
- 2000: Kunstpreis des Saarlandes
- 2018: Auf Beschluss der Landesregierung sollte Astel im April 2018 zum Professor ehrenhalber ernannt werden[8]

## Werke
- ab 1959 (als Hrsg.): Lyrische Hefte. Zeitschrift für Gedichte. 1959 ff.
- 1967 (als Mitherausgeber): Briefe aus Litzmannstadt – Bericht aus dem Getto Lodz.
- 1968: Notstand – Epigramme.
- 1969: Kläranlage – Epigramme.
- 1970 (als Hrsg.): Ho Tschi Minh – Gefängnistagebücher/Gedichte.
- 1971: Ottweiler Texte – Literatur aus einer Jugendstrafanstalt.
- 1974: Zwischen den Stühlen sitzt der Liberale auf seinem Sessel – Epigramme.
- 1978: Neues (& altes) vom Rechtsstaat & von mir. Alle Epigramme. Zweitausendundeins, Obertshausen 1978.
- 1979: Die Faust meines Großvaters und andere Freiübungen. Gedichte.
- 1982: Die Amsel fliegt auf. Der Zweig winkt ihr nach. Gedichte.
- 1988: Ohne Gitarre.
- 1992: Wohin der Hase läuft.
- 1993: Jambe(n) und Schmetterling(e) oder: Amor und Psyche.
- seit 1994: Sand am Meer (Gedichtveröffentlichungen im Internet).
- 1999: Sternbilder.
- 2010: Das Spektrum gibt dem Augenblick die Sporen. Gedichte. Bd. 12. Gutleut Verlag, Frankfurt am Main, ISBN 978-3-936826-68-5.